# 世外桃源 (阳朔)
世外桃源位于中華人民共和國广西省阳朔，由桂林通往阳朔的桂阳公路中段，是一个集山水田园和人文风情的國家4A級旅遊景區、世界旅游组织推荐的旅游景区。

## 印象

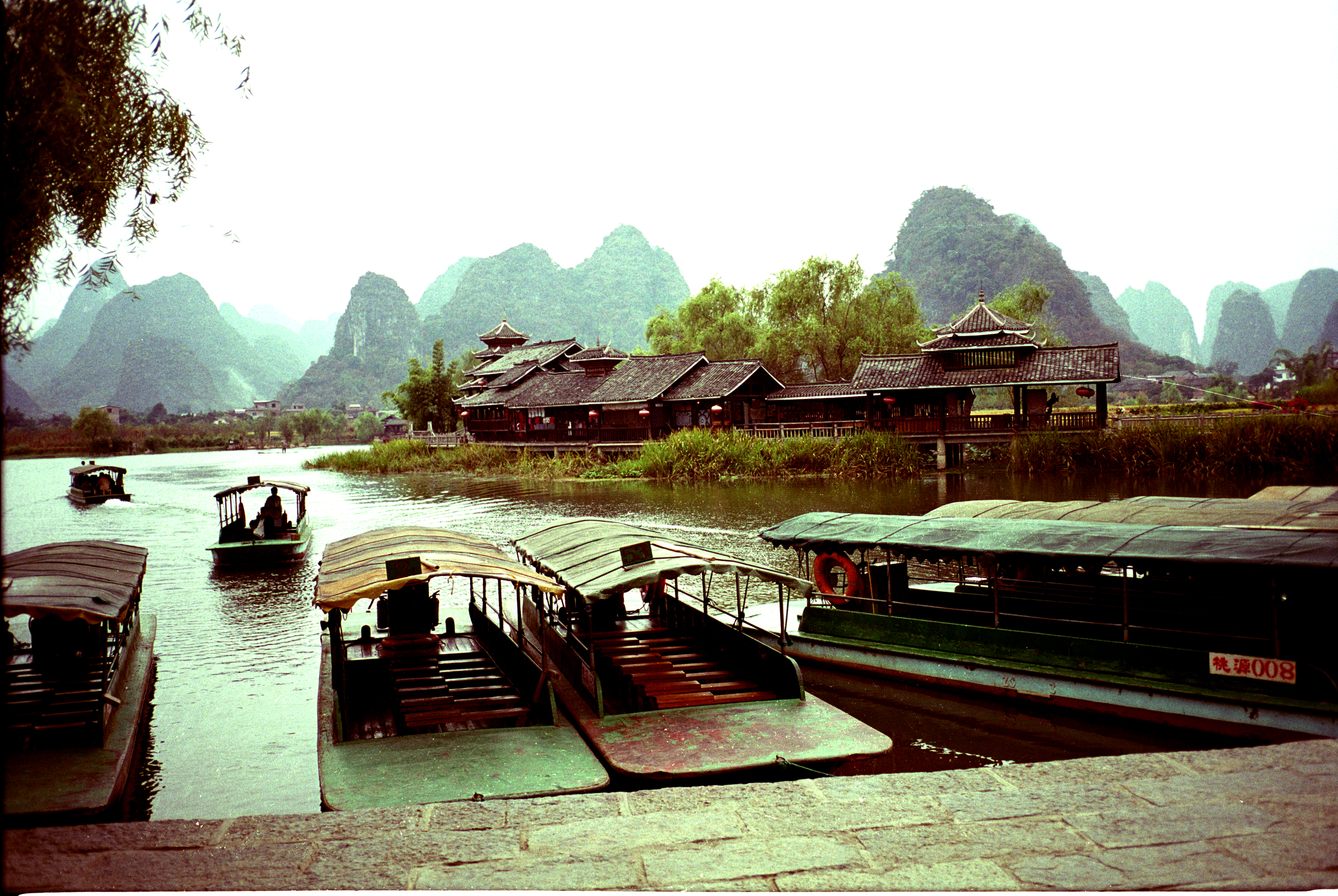
阳朔世外桃源

世外桃源的入口有一架巨大的水转筒车，当驾小船驶入窄长的水道能感觉到航道“初极狭，才通人”，当驶过一段又觉“豁然开朗”，这里的地形与陶渊明在桃花源记的桃源山水有很大的契合，所以在开发商将其定名为“世外桃源”。
在园里可以参观图腾柱、风雨桥等别具风格的僮族建筑，还有民俗大观园、绣球楼等人文场所，在水上可以看到桃花岛。

## 图集

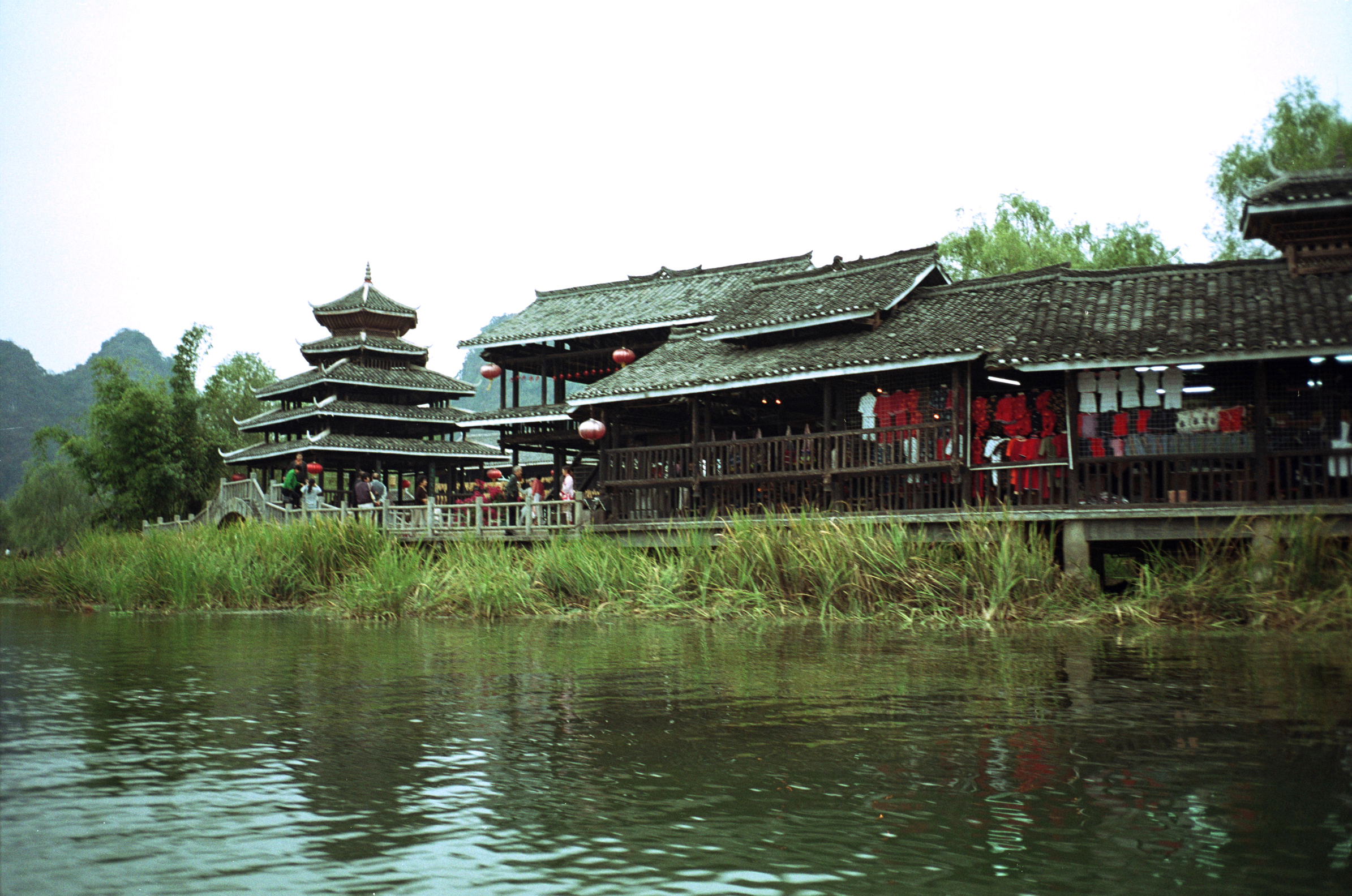
世外桃源风雨桥
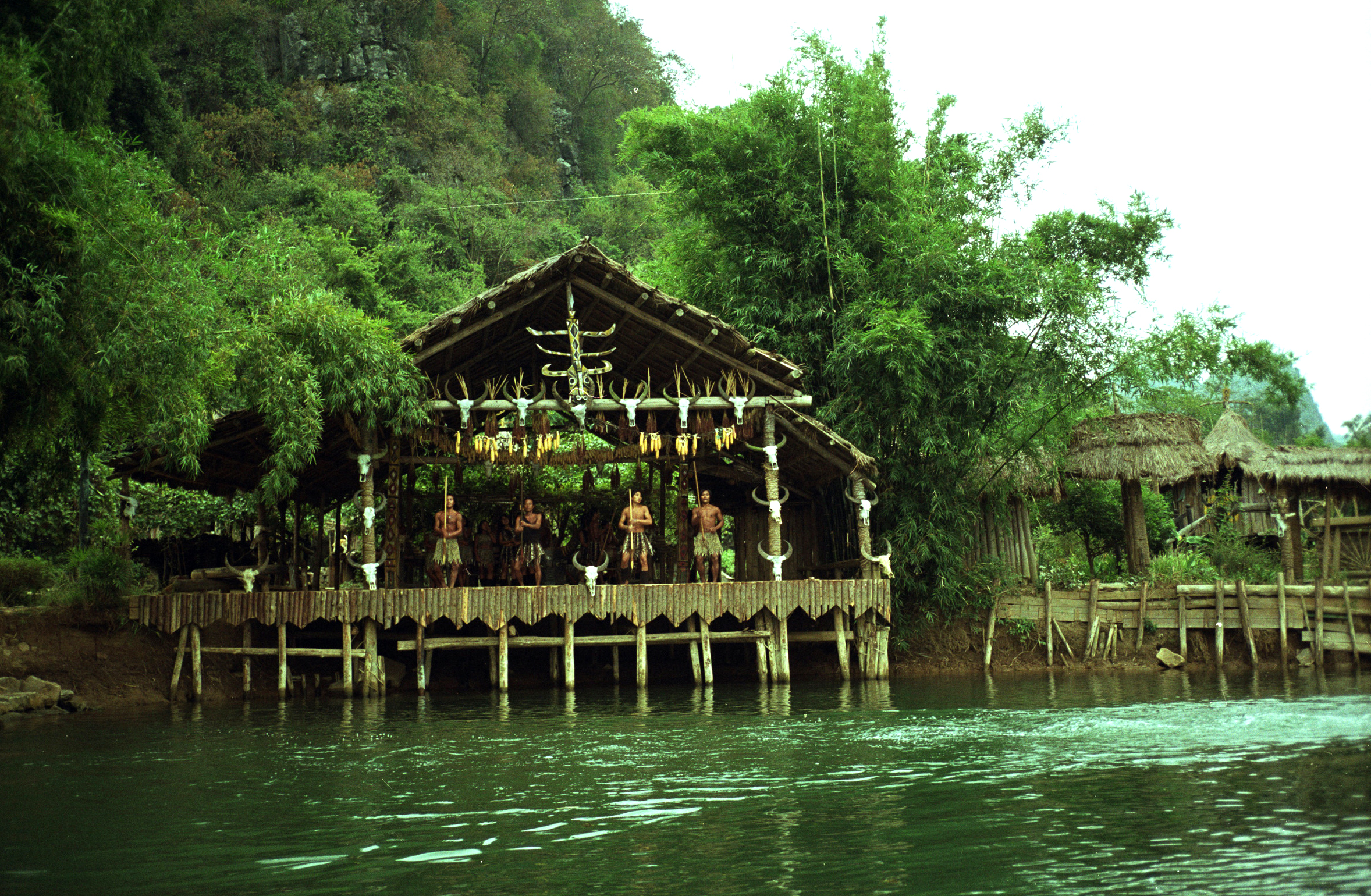
世外桃源
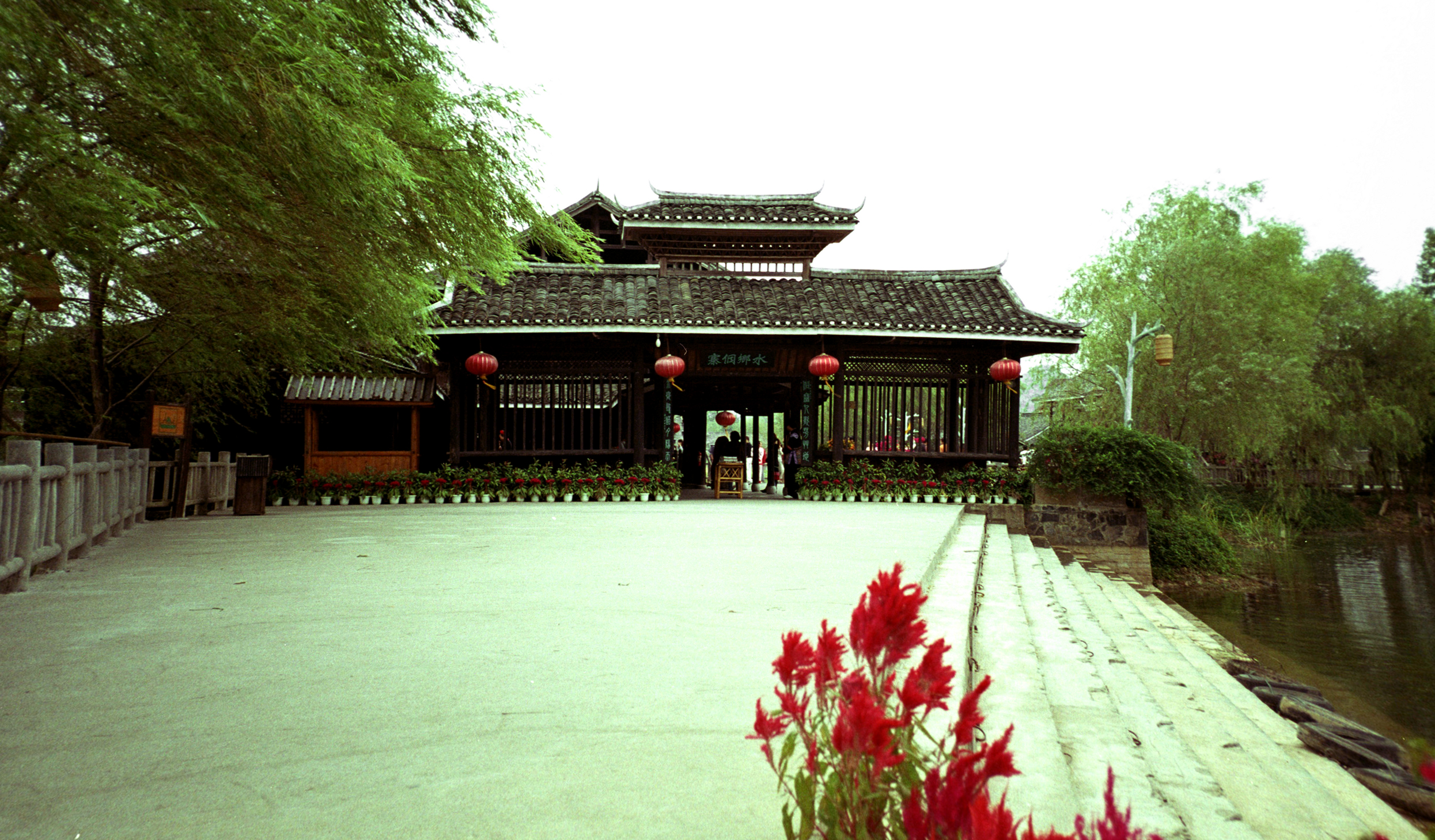
水乡僮寨
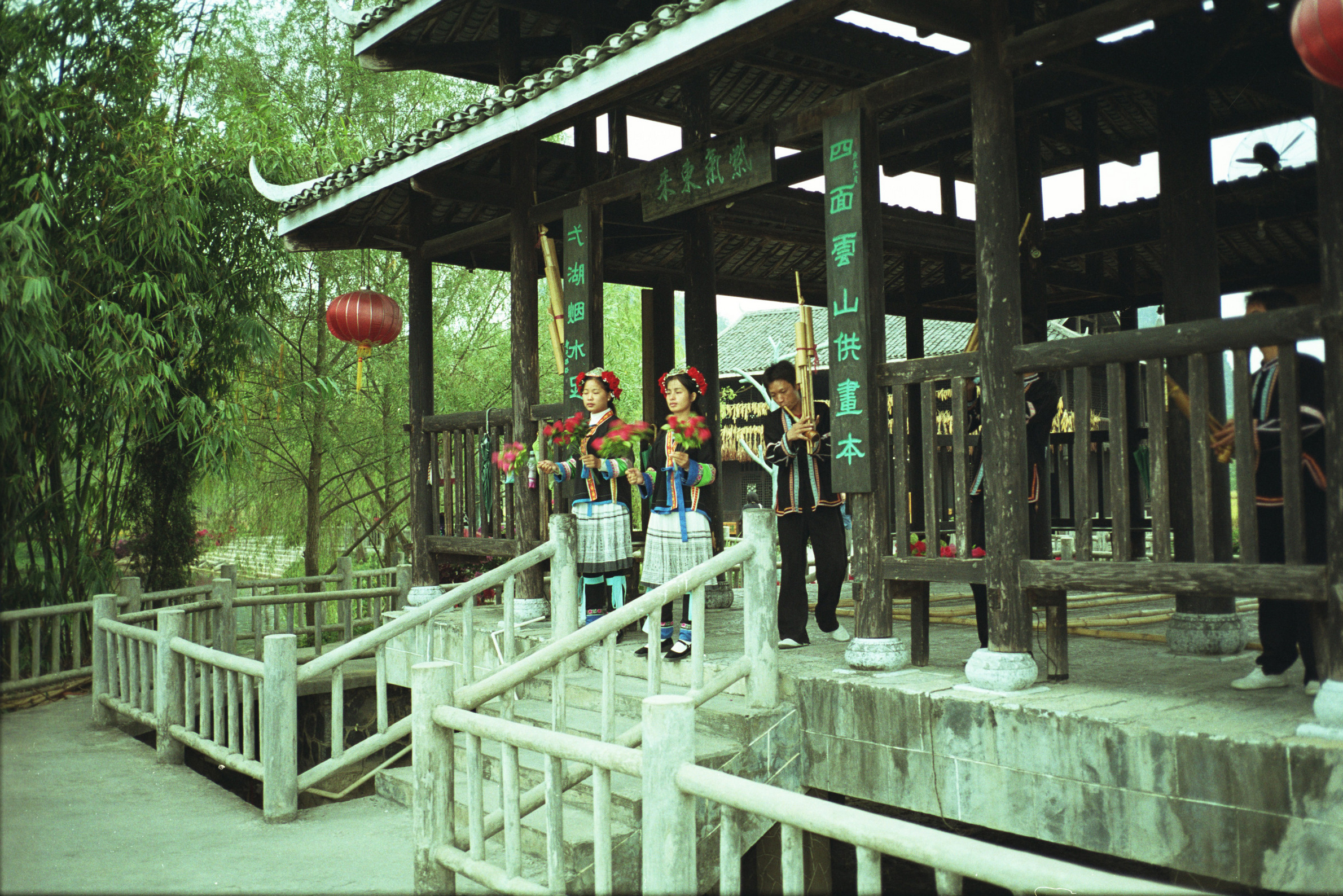
侗族表演

## 荣誉
- 1999年 被评为桂林市旅游定点企业十佳单位
- 2000年12月 通过ISO14001国际环境管理体系认证
- 2001年1月 被评为中国国家首批AAAA级旅游景区
- 2001年8月 通过ISO9001国际质量管理体系认证
- 2003年11月 中央电视台CCTV模特大赛指定外景地
- 2003年12月 世界旅游组织首推旅游目的地
- 2004年4月 被评为全国农业旅游示范点